# وستبورن غروف

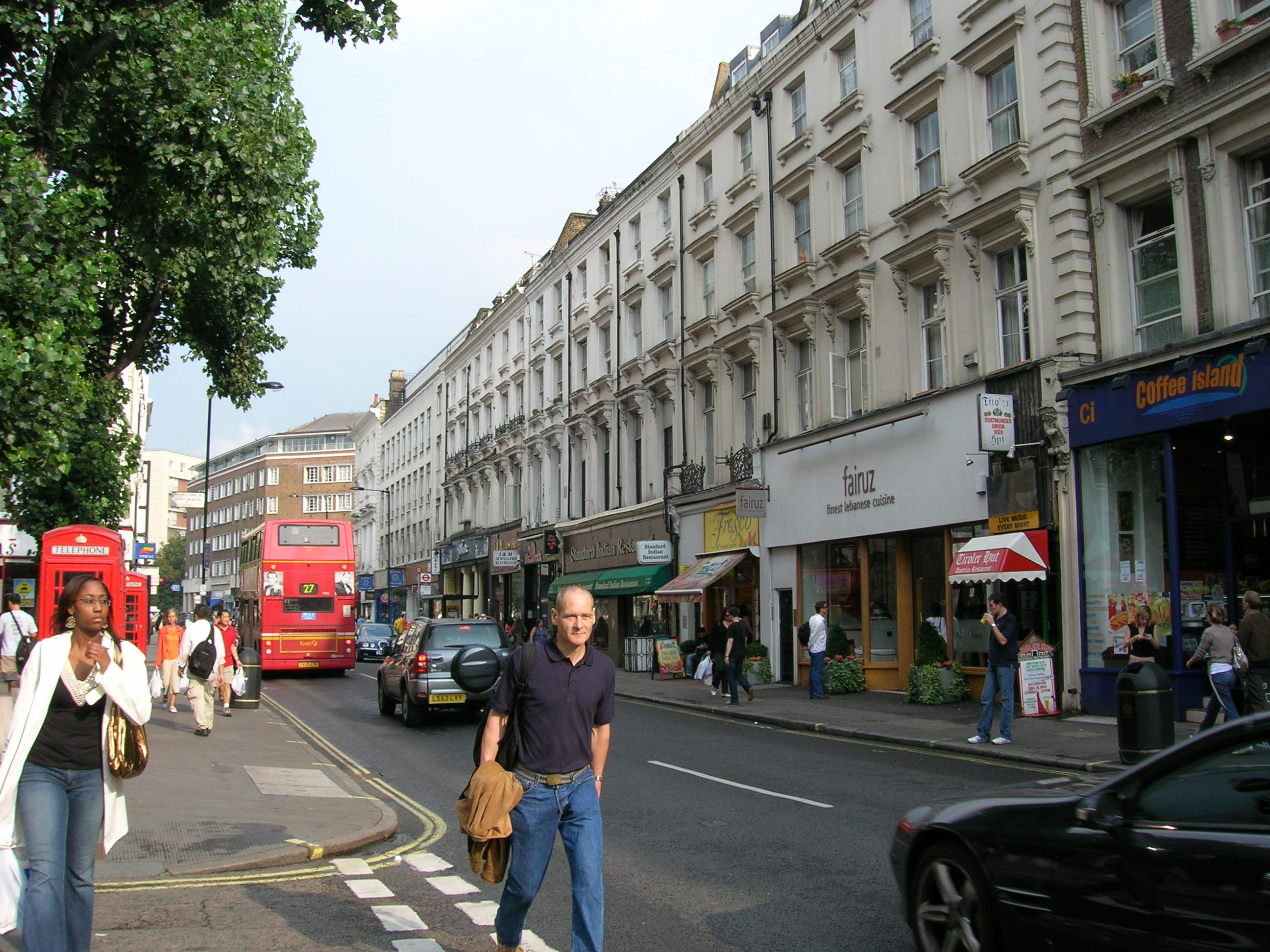
وستبورن غروف.

وستبورن غروف شارع يقع في حي نوتنغ هل في الناحية الغربية من العاصمة البريطانية لندن.
يبدأ الشارع من عند «كنزنغتون بارك رود» في الغرب ويتجه شرقا إلى شارع «كوينز وي» - ويتقاطع مع شارع «بورتبلو رود».
تقع مكتبة الساقي، وهي من أوائل المكتبات العربية في لندن (أسست عام 1997 م)، في وستبورن غروف.